# AlpspiX

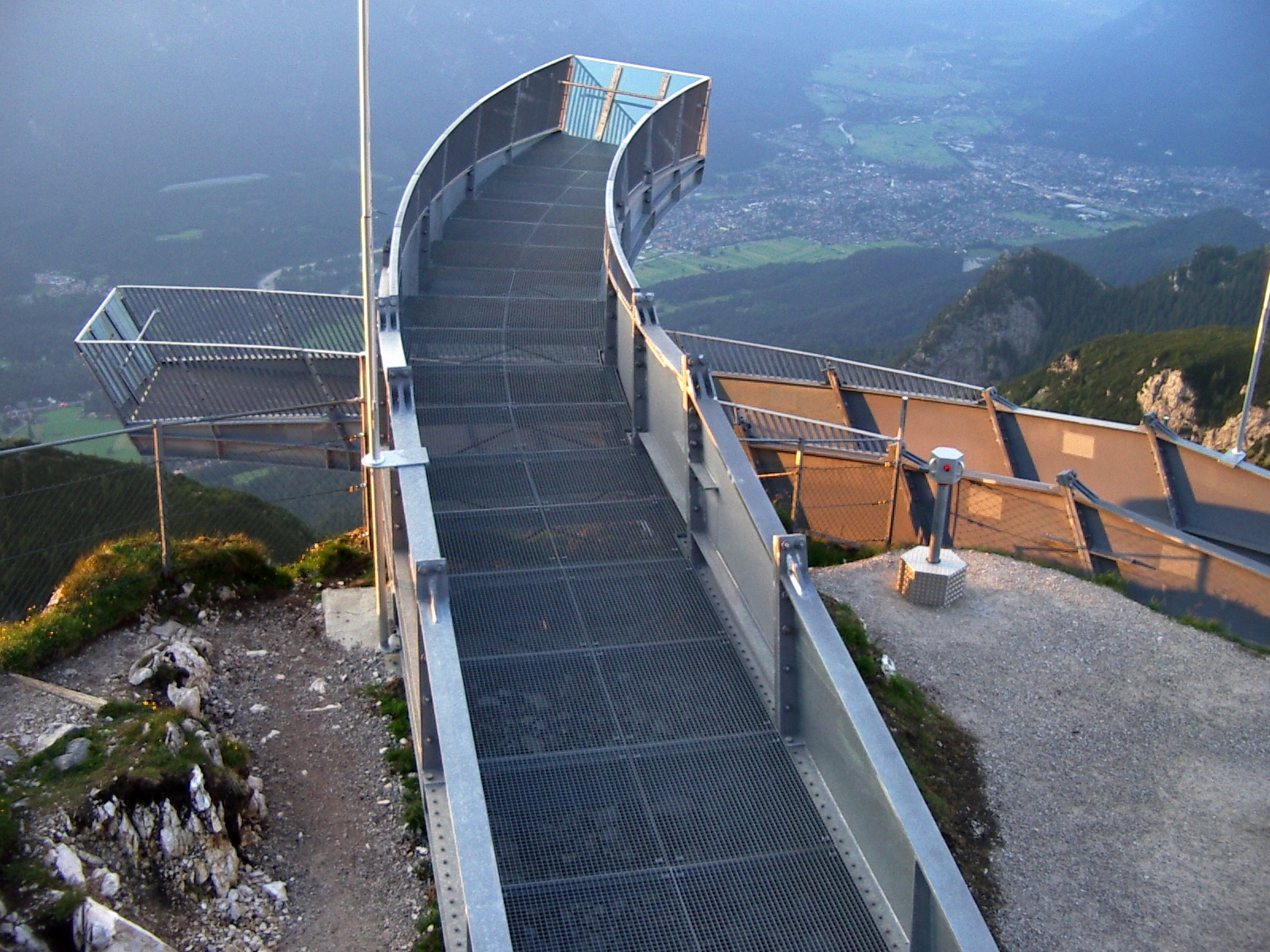
AlpspiX vor Garmisch-Partenkirchen

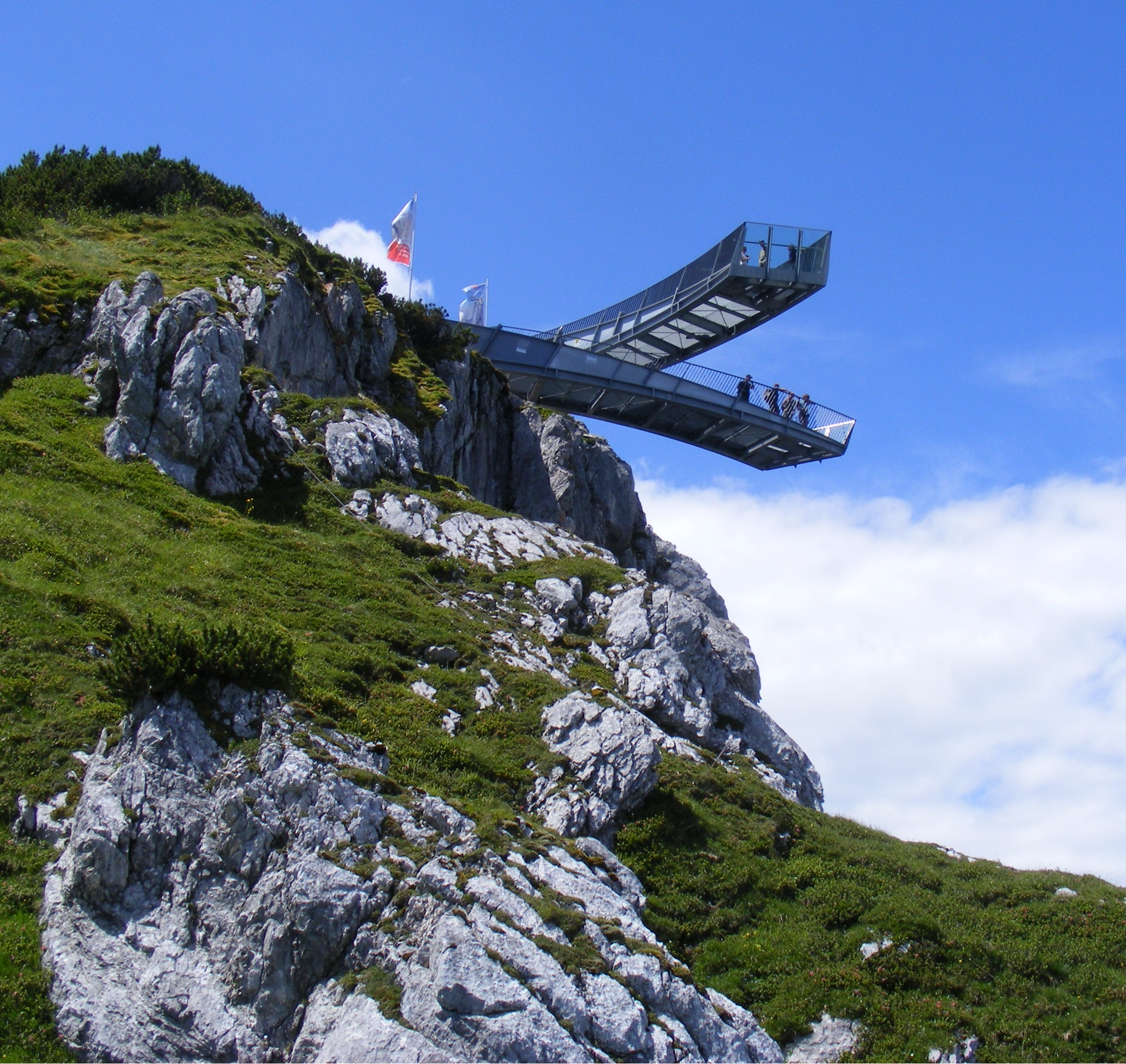
AlpspiX von unten

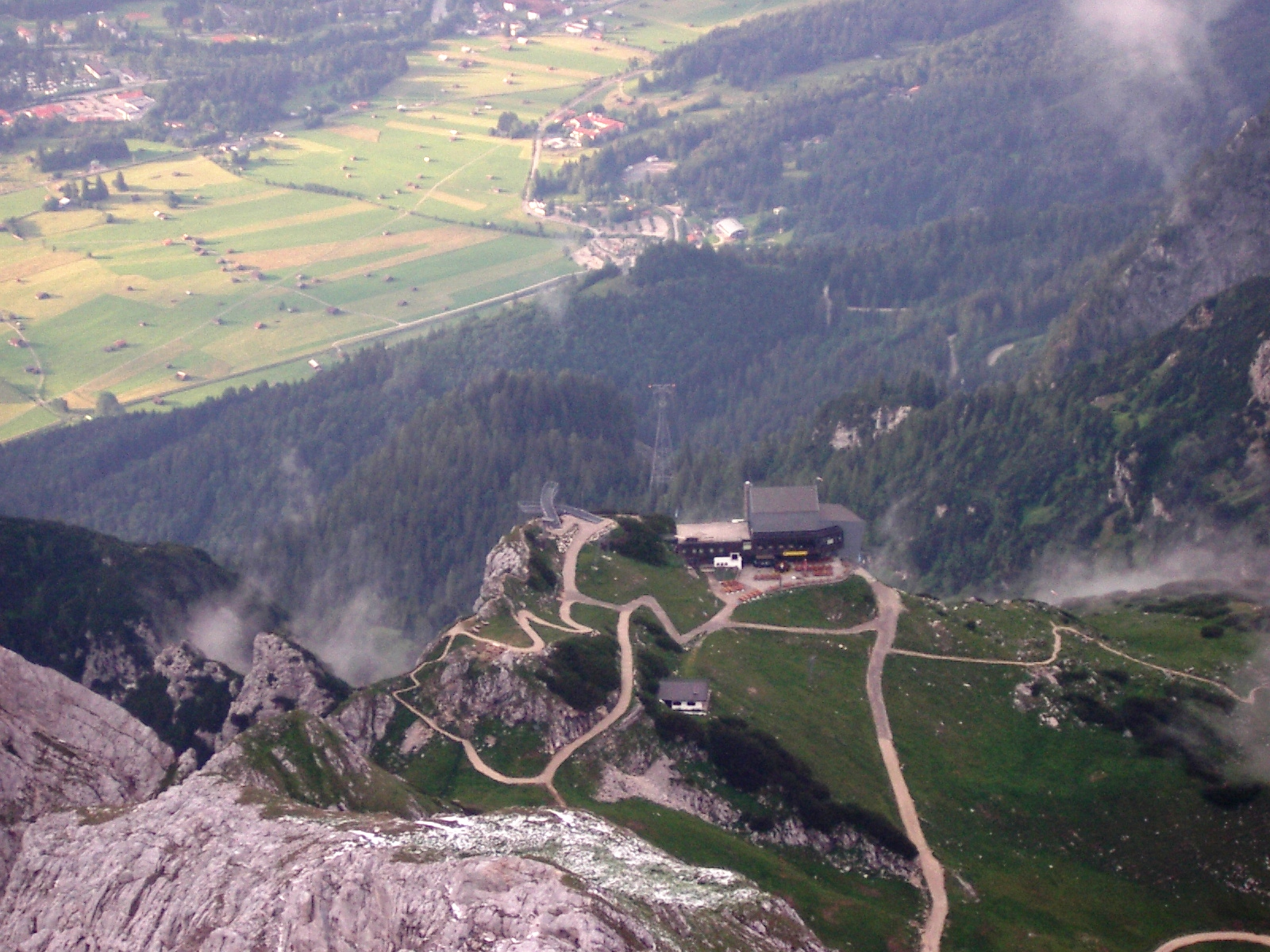
AlpspiX und Bergstation der Alpspitzbahn gesehen von der Alpspitz-Ferrata

Der AlpspiX ist eine Aussichtsplattform aus Stahl, die in ungefähr 2050 m Höhe am Osterfelderkopf, einem 2057 m hohen Nebengipfel der Alpspitze, befestigt ist. Die begehbaren, freischwebenden Arme des AlpspiX sind mit Gitterrosten ausgelegt und geben den Blick in das circa 1000 Meter tiefergelegene Höllental frei. Die Konstruktion befindet sich etwa 20 Meter über der Bergstation der Alpspitzbahn und ist seit der Einweihung am 4. Juli 2010 öffentlich und kostenlos begehbar. Zugleich mit dem Alpspix wurde in der Nachbarschaft ein 700 Meter langer Rundweg, der „Gipfelerlebnisweg“, eröffnet. Es handelt sich nach Angaben der Betreiber um einen kurzweiligen Naturerlebnispfad, der sich auch für Familien, Senioren und weniger trittsichere Gäste eignet.

## Konstruktion
Der AlpspiX besteht aus zwei 24 Meter langen Stahlarmen, die freischwingend etwa 13 Meter über den Fels in das Höllental hinausragen, wobei der Boden durch den Gitterrost durchsichtig ist; am Ende befindet sich eine schräggestellte Glasscheibe als Abschluss des Weges, um, wenn sie nicht gerade verschmutzt ist, eine Panoramasicht zu ermöglichen. Das Gesamtgewicht der Konstruktion beträgt rund 30 Tonnen. Die einzelnen bis zu 1,4 Tonnen schweren Bauteile waren seinerzeit in 60 Hubschrauberflügen auf den Berg transportiert worden. Die Kosten lagen nach Angaben eines Sprechers im niedrigen sechsstellen Eurobereich.
Der Name ist eine Wortbildung aus den Komponenten „Alpspitze“ und „X“, da durch die verschränkt, aber übereinander verlaufenden Arme eine X-ähnliche Konstruktion entsteht.

## Kontroverse
Bei der Eröffnung machte der Regierungspräsident Oberbayerns, Christoph Hillenbrand, geltend, die neue Plattform trage viel dazu bei, die Attraktivität des Wettersteingebirges zu steigern und biete Aussichten. Ähnlich äußerte sich auch der Sprecher der Bayerischen Zugspitzbahn Bergbahn (als Betreibergesellschaft der Alpspitzbahn) und verband dies mit dem Hinweis, dass hierdurch z. B. selbst Rollstuhlfahrer den Rausch der Höhe genießen können. Auch Touristen äußerten sich begeistert, z. B. durch entsprechende Einträge ins Gipfelbuch oder Posts in Internetforen.
Andererseits stellte sich der Bund Naturschutz gegen den AlpspiX, da er die Schönheit der Gebirgswelt verunstalte.
Der Extremkletterer Stefan Glowacz beteiligte sich im Vorfeld an Protesten gegen den AlpspiX und brachte seine Ablehnung nochmals besonders medienwirksam bei der Eröffnungsfeier zum Ausdruck, indem er sich gemeinsam mit einem Partner unterhalb der Plattform anseilte und dabei ein Transparent mit der Aufschrift: „Unsere Berge brauchen keinen Geschmacksverstärker“ zeigte. Die Aktionen fanden unter Beteiligung des deutschen Zweiges der Naturschutzorganisation Mountain Wilderness statt.
Der Deutsche Alpenverein weist darauf hin, dass das Erleben der Berge und nicht die Touristenattraktion allein im Vordergrund stehen sollte. Nach Ansicht des Deutschen Alpenvereins sollten Kommunen und Verantwortliche im Tourismus stärker zeitgemäße Angebote für Erholungssuchende, Familien, Wanderer und Bergsteiger entwickeln, die den wachsenden Bedürfnissen nach Ursprünglichkeit, Authentizität und Naturnähe gerecht werden. Als Beispiel für solche zeitgemäßen Angebote nennt der Verein das Anlegen von Themenwegen.